# 蒂姆·克林
理查德·蒂莫西·“蒂姆”·克林（英語：Richard Timothy "Tim" Kring，1957年7月9日—）是美国的编剧和电视制片人。他出生在美国加利福尼亚州埃尔多拉多县。

## 生平
他制作了三个取得不同程度成功的电视节目：Strange World，Crossing Jordan，和英雄。他1983年毕业于南加州大学电影艺术学院
他成为编剧后写的第一个电视节目是霹雳游侠。他的一个早期作品超人特攻队 (电视剧)就像后来的作品英雄一样，以超能力人类作为主题。另有早期的作品Teen Wolf Too与Jeph Loeb共同撰写。后来编写英雄时二人再次合作。

## 奖项和提名
2007年，克林作为英雄的制片人获得艾美奖杰出电视剧的提名。他凭借他所创作的电视剧还入选了美国科幻电视名人赛